# Metaleptina selenitis
Metaleptina selenitis är en fjärilsart som beskrevs av George Francis Hampson 1905. Metaleptina selenitis ingår i släktet Metaleptina och familjen trågspinnare. Inga underarter finns listade i Catalogue of Life.